# Refugi de les Fonts
Il refugi de les Fonts è un rifugio alpino che si trova nella parrocchia di La Massana a 2.200 m d'altezza, in Andorra.

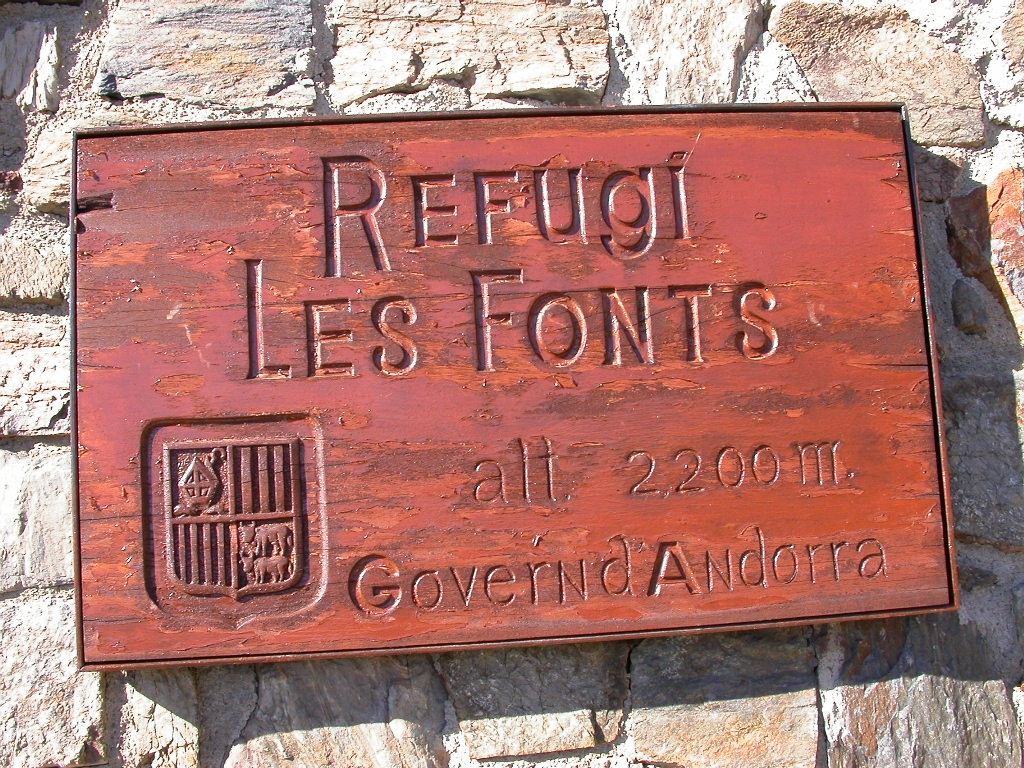
Placca all'esterno del rifugio.